# Aeschynanthus guttatus
Aeschynanthus guttatus är en tvåhjärtbladig växtart som beskrevs av Patrick James Blythe Woods. Aeschynanthus guttatus ingår i släktet Aeschynanthus och familjen Gesneriaceae. Inga underarter finns listade i Catalogue of Life.